# Сатурн V (ракета-носач)
Сатурн V (енгл. Saturn V, изговара се „Сатурн пет“) је била америчка потрошна ракета-носач тешке категорије, коју је Наса користила између 1966. и 1973. године. Ракета је имала три степена погоњена ракетним моторима на течно гориво, и наменски је конструисана за летове на Месец пројекта Аполо, а касније је искоришћена и за лансирање прве америчке свемирске станице – Скајлаб. Са Свемирског центра Кенеди на Флориди лансирана је 13 пута и притом није имало неуспешних лансирања. Ракета Сатурн V је до данас највиша (110,6 m), најмасивнија (2.970.000 kg) и најмоћнија ракета-носач која је успешно ушла у употребу (совјетска ракета Н-1 је имала моћнији први степен – 50,3 MN, али није имала ниједно успешно ласнирање; РН Енергија је такође имала мало већи потисак на нивоу мора – 34,5 MN, али је лансирана само два пута), и до данас држи рекорд по маси коју је достављала у ниску Земљину орбиту – 118.000 килограма.
Највећи производни модел породице Сатурн ракета, Сатурн V, дизајниран је под водством Вернер фон Браун и Артура Рудолфа у Маршаловом свемирском центру у Хантсвилу, Алабама, с Боингом, Норт Америкеном, Дагласом и ИБМ-ом као водећим извођачима.
До данас, Сатурn V остаје једино лансирно возило за лансирање мисија за ношење људи изван ниске орбите Земље. Укупно је изграђено 15 возила која су способна за лет, али их је само 13 летело. Додатна три возила израђена су за потребе испитивања на земљи. На Месец је послано укупно 24 астронаута, од којих су три послата двапут, у четири године у раздобљу од децембра 1968. до децембра 1972. године.

## Историјске прилике
Порекло Сатурн V ракете почиње с довођењем Вернера фон Брауна заједно са око седам стотина немачких ракетних инжењера и техничара у Сједињене Америчке Државе у операцији Спајалица, програма који је у августу 1946. године одобрио председник Труман ради жетве немачких ракетних стручњака, да би САД дали бољи положај на почетку Хладног рата, кроз развој ИРБМ и интерконтиненталних балистичких ракета. Било је познато да ће амерички супарник, Совјетски Савез, такође покушати да осигура део немачких стручњака.
Фон Браун је стављен у дивизију дизајна војске због своје претходне директне укључености у стварање ракета В-2. Између 1945. и 1958. године његов је рад био ограничен на преношење идеја и метода иза В-2 америчким инжењерима. Фон Браун је објавио бројне чланке о будућности свемирских ракета. Америчка је влада наставила да финансира ваздухопловство и морнаричке ракетне програме за тестирање својих ракета Вангард упркос бројним скупим кваровима. Тек након совјетског лансирања Спутњика 1 на интерконтиненталној балистичкој ракети Р-7, који је могао да носи термонуклеарну бојеву главу до САД, америчка војска и влада почеле предузимају озбиљне кораке према стављању Американаца у свемир. Коначно, ангажовали су фон Брауна и његов тим који је током ових година створио и експериментисао са серијом ракета Јупитер. Јуно I био је ракета која је у јануару 1958. лансирала први амерички сателит, а део је последњег покушаја плана агенције НАЦА (претходника НАСА-е) да се добије боља позиција у Свемирској трци. Серија ракета Јупитер била је још један корак у фон Брауновом путу према Сатурну V, касније назвавши прву серију „деца Сатурна”.

### Развој
Дизајн ракете Сатурн V произлази из нацрта серије ракета Јупитер. Како је успех серије Јупитер постао очигледан, појавила се серија Сатурн.

#### Од C-1 до C-4
Између 1960. и 1962. године, MSFC (engl. Marshall Space Flight Centar) осмислио је низ Сатурн ракета које се могу користити за различите мисије у орбити Земље или лунарне мисије.
C-1 је развијен у Сатурн , а C-2 ракета је одбачена рано у поступку дизајна у корист C-3, која је требало да користити два F-1 Мотора на свом првом степену, четири мотора Ј-2 за њеном другом степену и S-IV степен који је носио шест мотора RL10.
НАСА је планирала да користи C-3 као део концепта EOR (енгл. Earth Orbit Rendezvous), с најмање четири или пет лансирања потребних за једну лунарну мисију. Али МСФЦ је већ планирао још већу ракету, C-4, која би користила четири F-1 мотора на свом првом степену, проширени други степен C-3 и S-IVB, степен са једним Ј-2 мотором, као трећим степеном. C-4 би захтевао само два лансирања за обављање лунарне мисије типа EOR.

#### C-5
Дана 10. јануара 1962. НАСА је објавила планове за изградњу C-5. Тростепена ракета би се састојале од: првог степена S-IC, с пет F-1 мотора; другог степена S-II с пет Ј-2 мотора; и трећег степена S-IVB, са једним мотором J-2. C-5 је пројектован за капацитет носивости 41.000 kg на Месец.
C-5 је био подвргнут испитивању компонената чак и пре него што је изграђен први модел. Трећи степен S-IVB се користио као други степен за C-IB, који је послужио за доказивање концепта и изводљивости за C-5, као и за податке о лету који су кључни за развој C-5. Уместо да пролази кроз тестирање за сваку главну компоненту, C-5 би се тестирали на начин да први тест лета ракете укључује потпуне верзије сва три степена ракете. Испитивањем свих компоненти одједном, потребно је много мање тестних летова пре покретања лансирања.
C-5 је потврђен као НАСА-ин избор за програм Аполо почетком 1963, а назван је Сатурн V. C-1 постао је Сатурн I и C- 1Б је постао Сатурн IB. Фон Браун је водио екипу у Маршаловом центру за свемирске летове у изградњи возила способног за лансирање летелице на путу према Месецу. Пре него што су се преселили под јурисдикцију НАСА-е, фон Браунов тим је већ почео да ради на побољшању потиска, стварајући мање сложеног оперативног система и осмишљавању бољег механичког система. Током ових измјена дошло је до одлуке о одбацивању једномоторног дизајна V-2 и тим се преселио на дизајн вишеструких мотора. Сатурн I и IB су одражавали ове промене, али нису били довољно велики да би послали летелицу на Месец. Ови дизајни су ипак послужили као основа на којој НАСА може одредити њену најбољу методу која би водила према слетању човека на Месец.
Коначни дизајн Сатурна V имао је неколико кључних особености дизајна. Инжењери су утврдили да су најбољи мотори F-1 упарени с новим системом пропулзије водоника који се зове Ј-2, што је омогућило оптималну конфигурацију Сатурна C-5. До 1962. године НАСА је довршила своје планове за наставак са фон Брауновим дизајном Сатурна, и Аполо свемирски програм је добио на брзини.
Довршетком конфигурације, НАСА је усмерила пажњу на профиле мисије. Упркос неким контроверзама, спајање у лунарној орбити за лунарни модул одабрано је уместо орбиталног спајања око Земље. Питања као што је врста убризгавања горива, потребна количина горива за такво путовање, и процеси производње ракета су изполирани, а одабрани су нацрти за Сатурн V. Степене ракете је пројектовао фон Брауновов Маршалов центар за свемирске летове у Хантсвилу, а спољашњи су извођачи одабрани за градњу: Боинг (S-IC), Норт америкен авијејшен (S-IIB, S-II), Даглас еркрафт и IBM.

### Агенција Наса
- Three Saturn Vs on Display Teach Lessons in Space History Архивирано на веб-сајту  (23. јун 2019)
- Apollo Lunar Surface Journal Архивирано на веб-сајту  (31. децембар 2020)
- Launch complex 39 facility description from 1966 (10 Megabyte PDF file)
- Exploring the Unknown Selected Documents in the History of the U.S. Civil Space Program

### Други сајтови
- Apollo Saturn Reference Page
- Project Apollo Archive
- Apollo/Saturn V Development ApolloTV.net Video